# Consulat général de France à Turin
Le consulat général de France à Turin était une représentation consulaire de la République française en Italie. Il était situé via Roma, à Turin, dans le Piémont. Sa circonscription incluait le Piémont, la Ligurie et la Vallée d'Aoste. Il a été fermé en avril 2015 et ses compétences transférées à Milan.